# (10571) 1994 LA1
1994 أل أي 1 (ويعرف أيضًا باسم (10571) 1994 أل أي 1 وفق تسمية الكوكب الصغير) (بالإنجليزية: 1994 LA1)‏ هو كويكب ضمن حزام الكويكبات؛ وترتيبه 10571 من حيث الاكتشاف.
اكتُشف هذا الجُرم الفلكي بواسطة Carl W. Hergenrother ‏ في 5 يونيو 1994.

## وصلات خارجية
- (10571) 1994 LA1 في قاعدة بيانات مختبر الدفع النفاث لأجرام النظام الشمسي الصغيرة

- الاكتشاف · مخطط المدار ·  العناصر المدارية · المعلمات المادية

- (10571) 1994 LA1 على موقع ويكي سكاي: DSS2, SDSS, GALEX, IRAS, Hydrogen α, X-Ray, Astrophoto, Sky Map, Articles and images